# Diplopleura formosa
Diplopleura formosa är en djurart som tillhör fylumet slemmaskar, och som först beskrevs av Ambrosius Arnold Willem Hubrecht 1879.  Diplopleura formosa ingår i släktet Diplopleura och familjen Lineidae. Inga underarter finns listade i Catalogue of Life.